# Zlatko Kesler
Zlatko Kesler es un deportista serbio que compitió en tenis de mesa adaptado. Ganó cinco medallas en los Juegos Paralímpicos de Verano entre los años 1992 y 2012.

## Palmarés internacional
| Representando a Participantes Paralímpicos Independientes |                          |                   |              |
| Juegos Paralímpicos                                       |                          |                   |              |
| Año                                                       | Lugar                    | Medalla           | Prueba       |
| 1992                                                      | Barcelona (España)       | Medalla de bronce | Individual 3 |
| Representando a Yugoslavia                                |                          |                   |              |
| Juegos Paralímpicos                                       |                          |                   |              |
| Año                                                       | Lugar                    | Medalla           | Prueba       |
| 1996                                                      | Atlanta (Estados Unidos) | Medalla de oro    | Individual 3 |
| 2000                                                      | Sídney (Australia)       | Medalla de plata  | Individual 3 |
| Representando a Serbia y Montenegro                       |                          |                   |              |
| Juegos Paralímpicos                                       |                          |                   |              |
| Año                                                       | Lugar                    | Medalla           | Prueba       |
| 2004                                                      | Atenas (Grecia)          | Medalla de bronce | Individual 3 |
| Representando a Serbia                                    |                          |                   |              |
| Juegos Paralímpicos                                       |                          |                   |              |
| Año                                                       | Lugar                    | Medalla           | Prueba       |
| 2012                                                      | Londres (Reino Unido)    | Medalla de plata  | Individual 3 |